# Favorita (Rebsorte)
Favorita ist eine autochthone Weißweinsorte der italienischen Region Piemont. Sie wird in kleinen Beständen von ca. 40 Hektar in den Gebieten des Roero und der Langhe in den Provinzen Alessandria, Asti und Cuneo kultiviert. Insbesondere in der Gemeinde Corneliano d’Alba befanden sich gemäß Norberto Marzotto noch größere Anpflanzungen. Auf den Märkten von Turin und Genua wird die Favorita auch gerne als Tafeltraube verkauft. Der erzeugte Wein wird in Verschnitten mit anderen Sorten genutzt.
DNA-Untersuchungen in Turin ergaben das die Rebsorte mit Vermentino und Pigato identisch ist.

## Synonyme
Die Rebsorte Favorita ist auch unter den Namen Favorita bianca, Favorita di Alba und Vermentino bekannt.

### Ampelographische Sortenmerkmale
In der Ampelographie wird der Habitus folgendermaßen beschrieben:
- Die Triebspitze ist offen. Sie ist starkwollig weißlich behaart und mit einem karminroten Anflug versehen. Die hellgrünen Jungblätter sind  leicht wollig behaart.
- Die mittelgroßen Blätter (siehe auch den Artikel Blattform) sind fünflappig und tief gebuchtet. Die Stielbucht ist bei überlappenden Enden lyren-förmig geschlossen. Das Blatt ist spitz gesägt. Die Zähne sind im Vergleich der Rebsorten enggesetzt und klein. Die Blattoberfläche (auch Spreite genannt) ist kaum blasig.
- Die walzen- bis kegelförmige Traube ist mittelgroß und mäßig dichtbeerig. Die rundlichen Beeren sind groß und von gelber Farbe, die ins bernsteinfarbene variiert. Die Schale der knackigen Beere ist dick.

Favorita reift ca. 30 Tage nach dem Gutedel und zählt damit zu den spätreifenden Rebsorten. Bei Turin kann die Sorte Mitte September bis Anfang Oktober geerntet werden.